# 尾道市立大学
尾道市立大学（おのみちしりつだいがく、英語: Onomichi City University）は、広島県尾道市に本部を置く公立大学である。略称は尾大（おのだい）。

## 概要
1946年、尾道市立女子専門学校が設置認可を受け、1950年、学制改革によって尾道短期大学に改称。2001年、尾道短期大学を改組転換し、4年制大学の尾道大学が設置された。2012年4月1日に公立大学法人へ移行し、尾道市立大学に改称した。
経済情報学部と芸術文化学部の2学部3学科を擁する。2005年には大学院（経済情報研究科、日本文学研究科、美術研究科）が設置された。

### 理念・目標
理念を「「知と美」の探究と創造」と定め、人と情報が集まって「知と美」を探究する場、そのなかで新たな「知と美」を創造しその成果を社会に発信する場、そして学問と人間的触れ合いを通じて有為な人材を育成する場となることによって学術・文化の向上と社会の発展に貢献すると謳っている。
大学の目標として、「培う尾道市立大学」「拓く尾道市立大学」「活かす尾道市立大学」を掲げている。

### 特色
経済情報学部と芸術文化学部の2学部（全学で1400名ほどの学生）の小規模大学であることを生かした少人数教育、経済情報と芸術文化というユニークな学部編成によって異なった学問分野に身近に触れることが出来ること、地域住民・企業・行政・NPO法人との協働活動を通して地域社会全体に貢献していることが特色である。
女子学生の比率が高く、芸術文化学部は8割以上が女子学生である。
日本文学科には、創作ゼミがあり、現役のミステリー作家（光原百合教授）が創作指導にあたっていた。卒業論文を創作作品によって代替できるため、創作活動に励む学生も多い。また、2006年度には角川春樹が客員教授として教鞭を執った。

## 教育および研究

### 組織

#### 学部
- 経済情報学部
  - 経済情報学科
    - 経済コース
    - 経営コース
    - 情報コース
- 芸術文化学部
  - 日本文学科
  - 美術学科
    - 日本画コース
    - 油絵コース
    - デザインコース

#### 大学院
- 経済情報研究科
  - 経済情報研究科（修士課程）
    - 経済系
    - 経営系
    - 情報系
- 日本文学研究科
  - 日本文学専攻（修士課程）
- 美術研究科
  - 美術専攻（修士課程）
    - 絵画研究分野（日本画／油絵）
    - デザイン研究分野

##### 附属施設
- 附属図書館：約18万冊の蔵書、下垣内文庫（下垣内和人旧蔵の3093点の近世俳諧資料）、高橋玄洋記念室がある[8]。
- 学生会館：食堂や部室などがある[9]。
- 翠明館：コンビニや画材、学生ラウンジや自習室がある[9]。
- MOU尾道市立大学美術館：広島県尾道市久保3丁目4-11[10]
- 国際交流センター
- 地域総合センター
- 情報処理研究センター
- キャリアサポートセンター

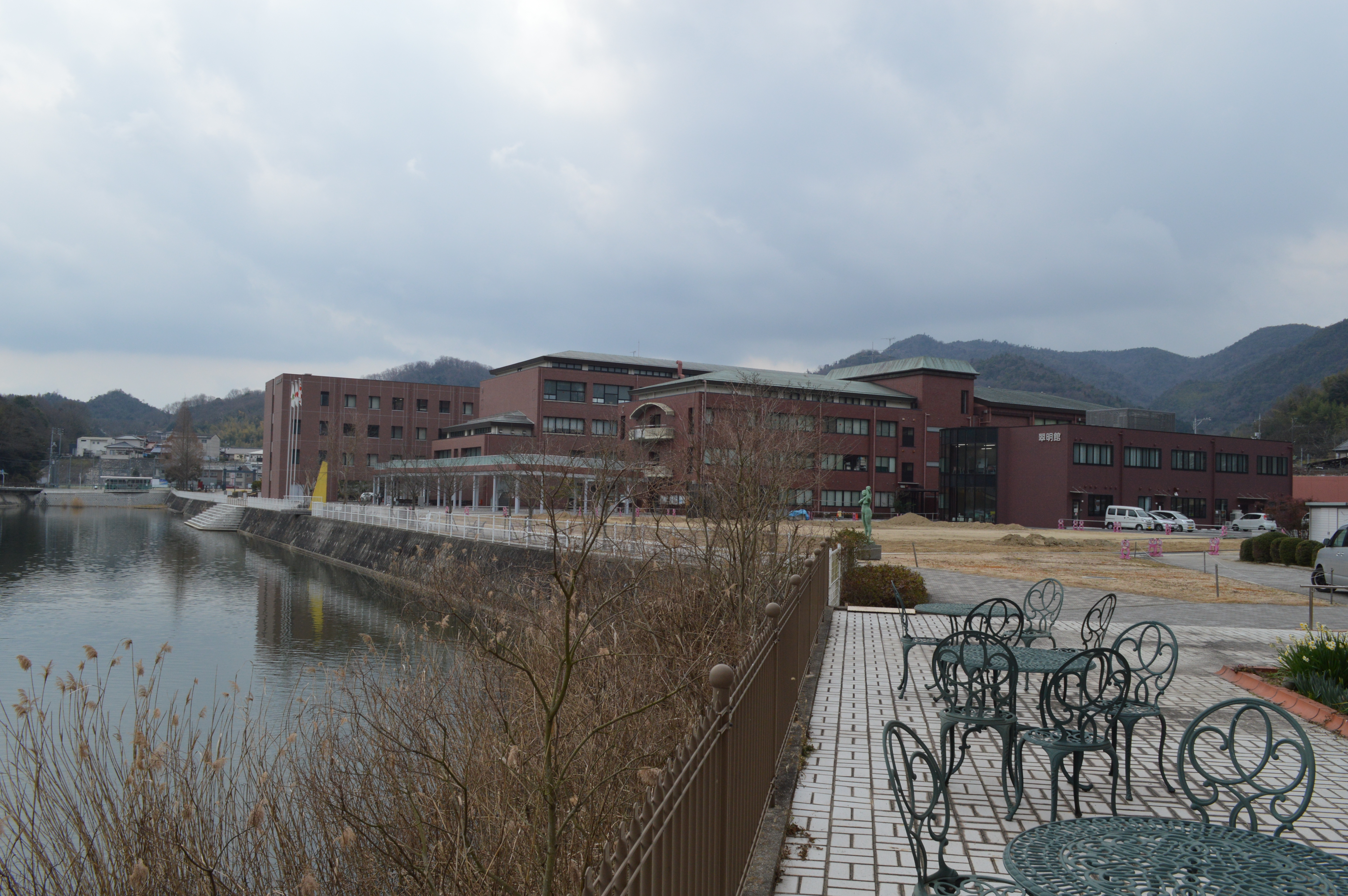
キャンパス全体
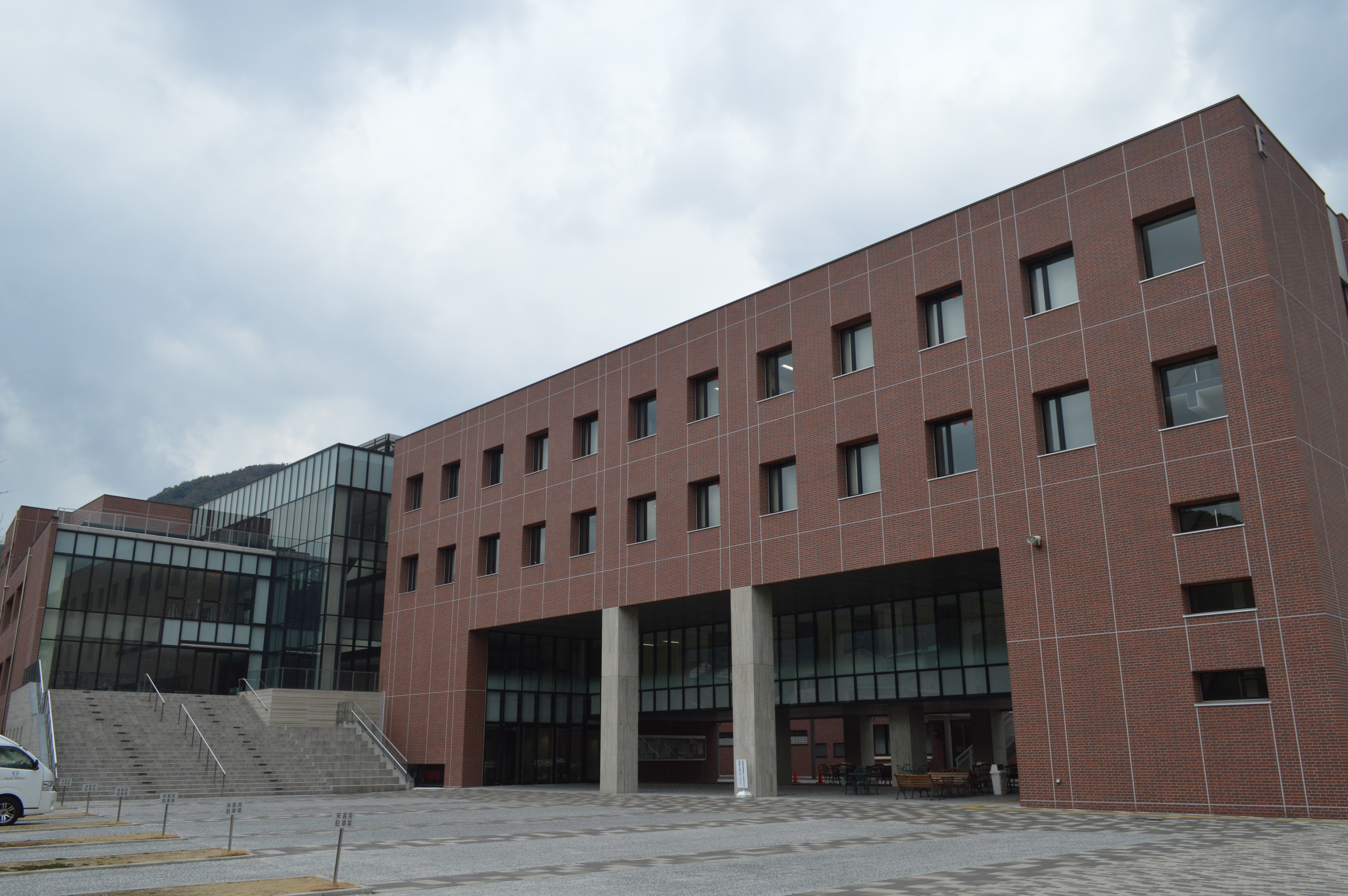
E棟
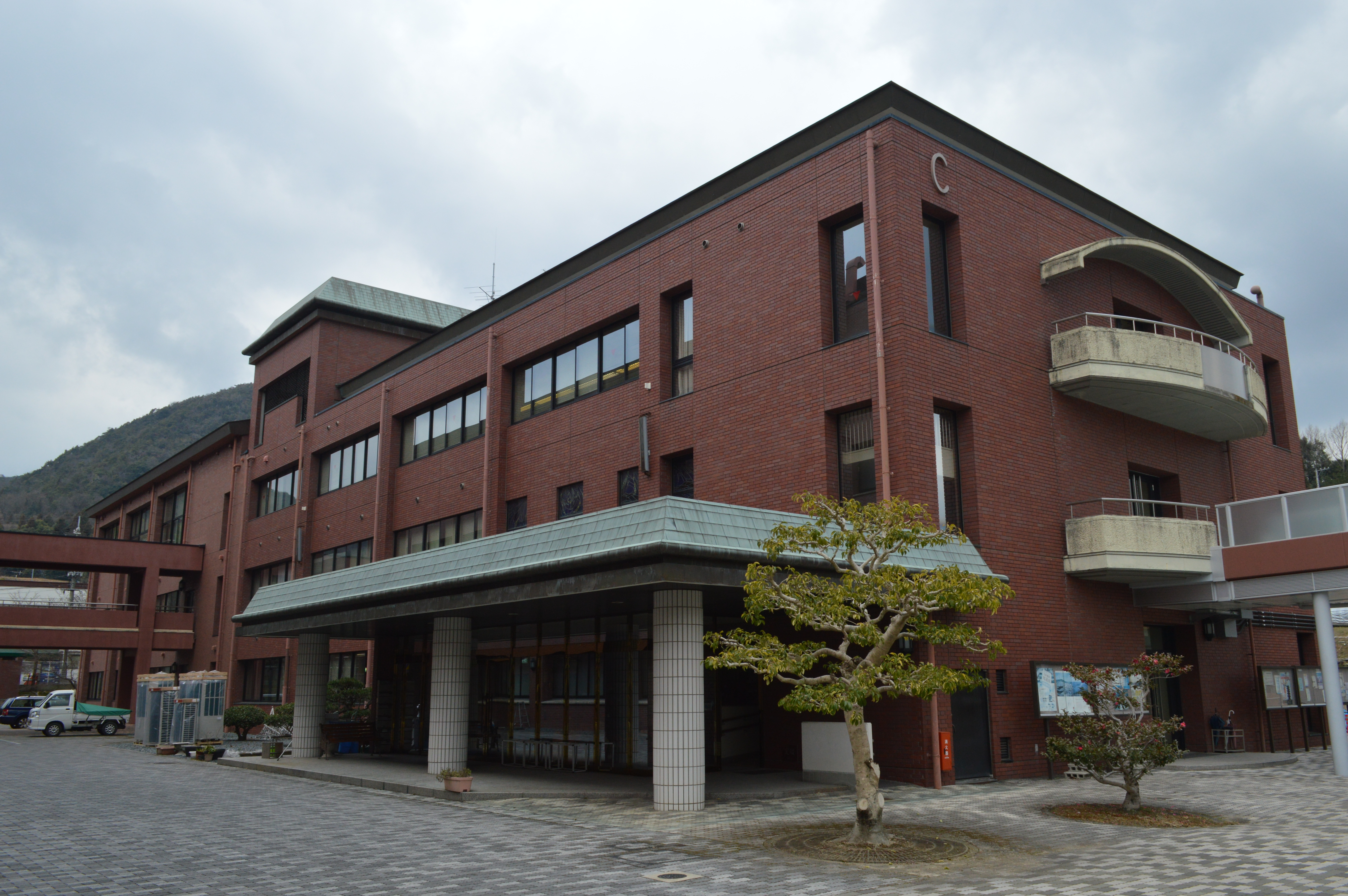
C棟
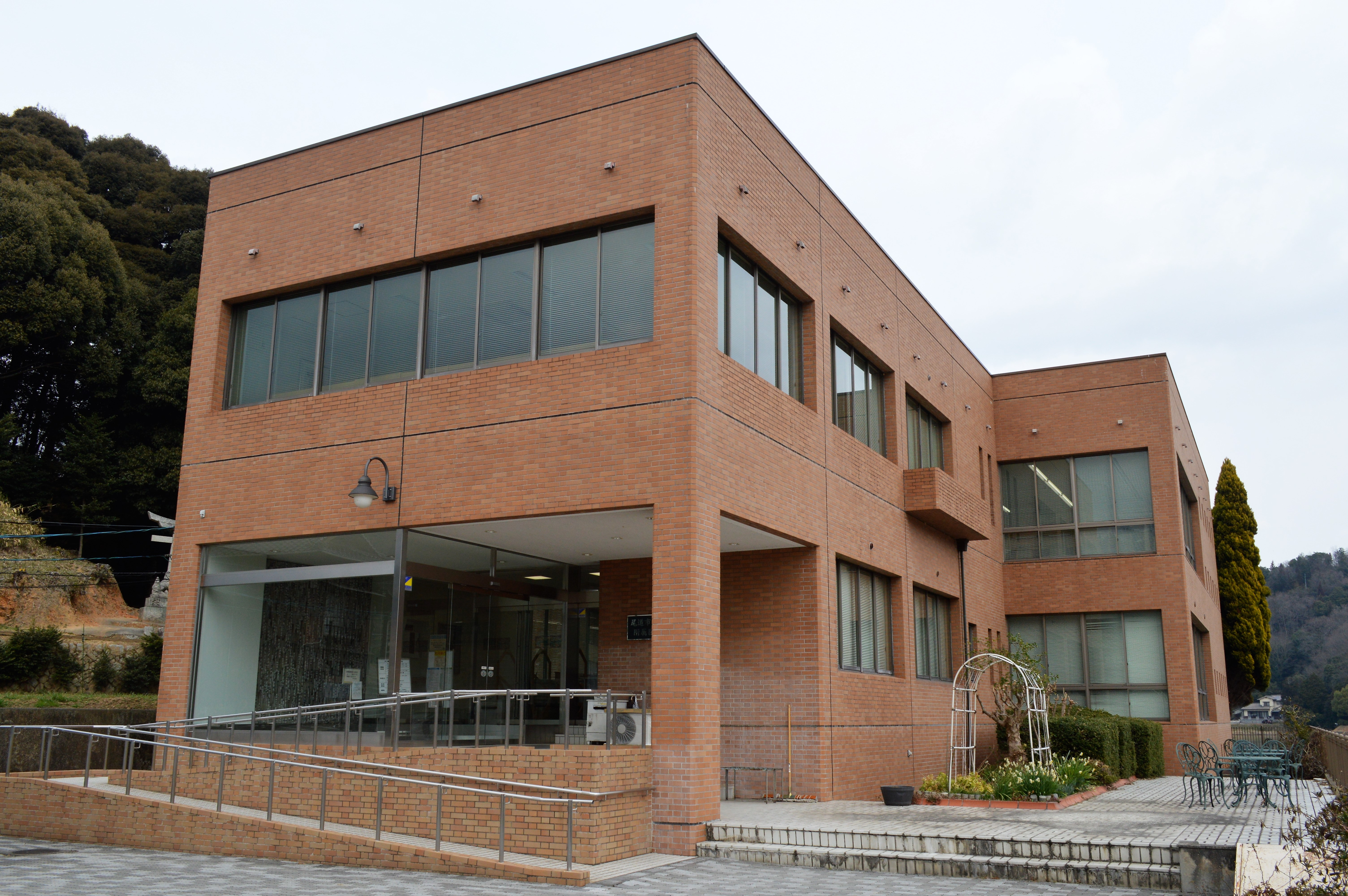
附属図書館
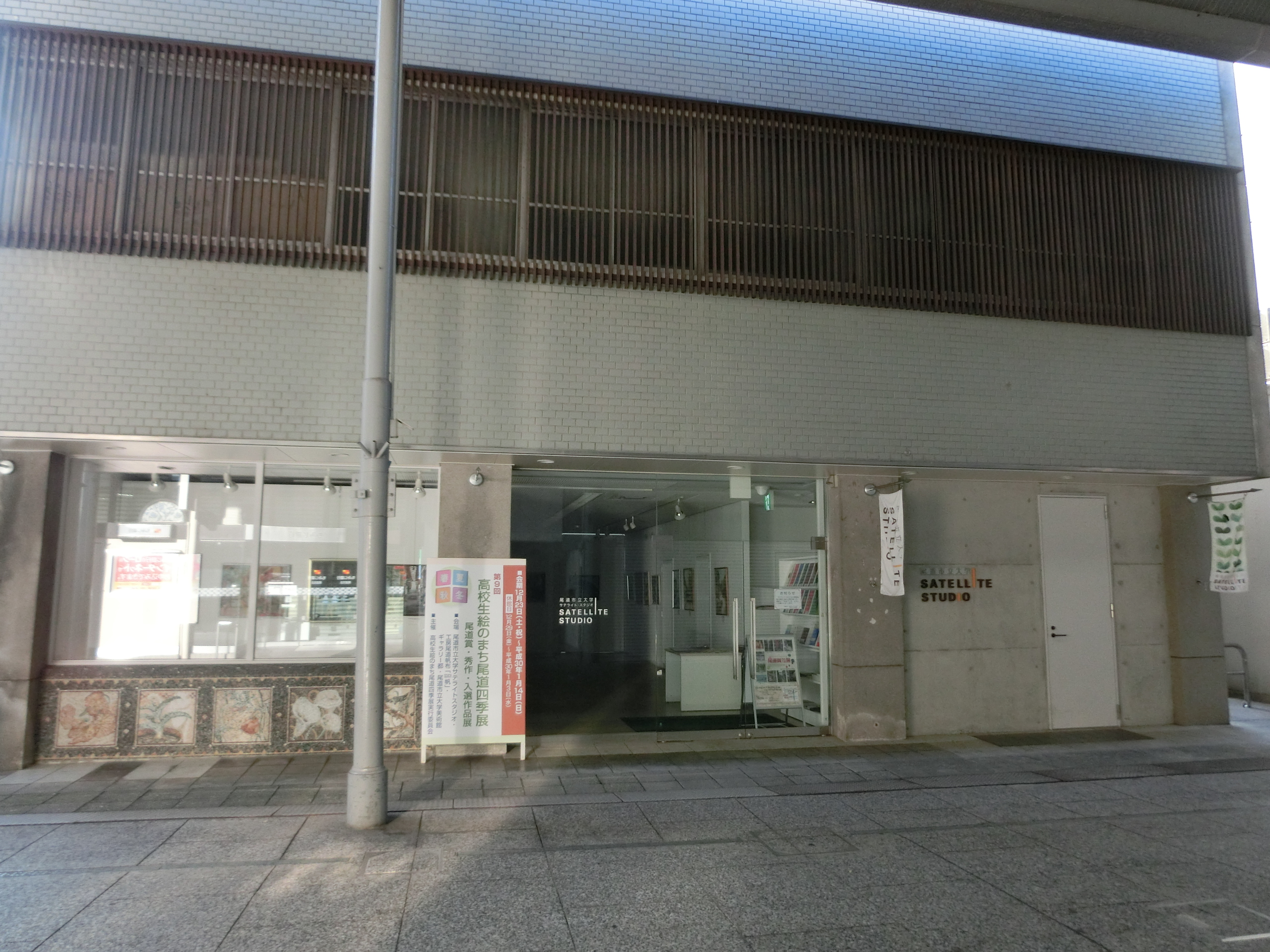
サテライトスタジオ

## 学生生活

### クラブ・サークル
- 約50のクラブが活動している[11]。

## 大学関係者と組織

### 大学関係者一覧
- 鈴木八朗 - アートディレクター。2005年にデザイン科（現・芸術文化学部美術学科デザインコース）の非常勤講師に就任[12]。
- 光原百合 - 芸術文化学部日本文学科教授（ミステリー作家）。2002年短編「十八の夏」で第55回日本推理作家協会賞を受賞。
- たなかのか - 芸術文化学部美術学科卒。漫画家。『タビと道づれ』『すみっこの空さん』などを手掛ける。
- 亀田祥倫 - 芸術文化学部美術学科卒。アニメーター。『鋼の錬金術師』などの制作に関わる。『モブサイコ100』にてキャラクターデザインを務める。
- 角川春樹 - 客員教授。映画監督、映画プロデューサー、角川春樹事務所社長。

## 施設

### キャンパス
- 本部キャンパス：広島県尾道市久山田町1600番地2[13]
- サテライトスタジオ：尾道商店街内にある大学附属の施設(旧おのみち文化館)

アクセス
- JR山陽本線「尾道駅」からタクシーで約15分[14]。または尾道駅前バスターミナルから、おのみちバス「尾道市立大学」「陽光台」行き「尾道市立大学」下車[14]。
- JR新幹線「新尾道駅」からタクシーで約10分[14]。または新尾道駅前バスのりばから、おのみちバス「尾道市立大学」「陽光台」行き「尾道市立大学」下車[14]。

## 対外関係

### 協定校

#### 日本国外
- アメリカ合衆国
  - ポートランド州立大学
  - ハワイ大学マウイカレッジ
- オーストラリア
  - シドニー大学
- 台湾
  - 開南大学
  - 景文科技大学
  - 国立嘉義大学
  - 国立台北教育大学
  - 華梵大学
- 中国
  - 武漢工程大学
  - 大連外国語大学
  - 首都師範大学
- ベトナム
  - 貿易大学
  - ハノイ大学

## Wiki関係他プロジェクトリンク
- ウィキブックス (Wikibooks)
  - 尾道市立大対策